# Angélica Vale
Angélica María Vale Hartman  (Mexikóváros, Mexikó, 1975. november 11. –) mexikói színésznő, énekesnő.

## Élete és pályafutása
1975. november 11-én született. Édesanyja Angélica María színésznő. 
2001-ben a Szeretők és riválisokban megkapta Nayeli szerepét. 2006-ban főszerepet kapott a Lety, a csúnya lány című telenovellában. 2011-ben hozzáment Otto Padrónhoz. 2012-ben született meg kislánya, Angélica Masiel. 2014-ben megszületett kisfia, Daniel Nicolás.

## Filmográfia

### Telenovellák
| Év        | Cím                                         | Szerep                                                 | Magyar hang  |
| --------- | ------------------------------------------- | ------------------------------------------------------ | ------------ |
| 2021      | Los Lopeggs                                 | Carla (hang)                                           |              |
| 2020      | Tu cara me suena                            | Önmaga                                                 |              |
| 2019      | Seis Manos                                  | García (hangszínjátszás)                               |              |
| 2018      | Tomorrow is a New Day                       | Mónica Rojas                                           |              |
| 2018      | Jane The Virgin                             | Marisol                                                |              |
| 2017      | La fan                                      | Valentina Pérez                                        | Zakariás Éva |
| 2013      | Amores verdaderos                           | Ismeretlen szerep                                      |              |
| 2011      | No Me hallo                                 | Luchita Guerra                                         |              |
| 2009      | Mujeres Asesinas 2                          | Julia, Encubridora                                     |              |
| 2007      | Ugly Betty                                  | Angelica                                               |              |
| 2006      | Lety, a csúnya lány (La fea más bella)      | Leticia Padilla Solís "Lety" / Aurora Mayer de Salinas | Makay Andrea |
| 2006      | El privilegio de mandar                     | Különféle                                              |              |
| 2004      | Cancionera                                  | Ismeretlen szerep                                      |              |
| 2002–2005 | La parodia                                  | Különféle                                              |              |
| 2002      | A szerelem ösvényei (Las vías del amor)     | Önmaga                                                 |              |
| 2002      | La hora pico                                | Különféle szerepek                                     |              |
| 2002      | Big Brother México                          | Önmaga                                                 |              |
| 2001      | Szeretők és riválisok (Amigas y rivales)    | Wendy Nayeli Pérez                                     | Makay Andrea |
| 2000      | Hoy                                         | Önmaga                                                 |              |
| 1998–2002 | Mujer, casos de la vida real                | Különféle szerepek                                     |              |
| 1998      | Soñadoras – Szerelmes álmodozók (Soñadoras) | Julieta Ruiz Castañeda                                 | Makay Andrea |
| 1997      | El secreto de Alejandra                     | Gloria                                                 |              |
| 1996      | Bendita mentira                             | Margarita                                              |              |
| 1995      | Lazos de amor                               | Tere                                                   |              |
| 1992      | Ángeles sin paraíso                         | Ismeretlen szerep                                      |              |
| 1990      | Ángeles blancos                             | Priscilla                                              |              |
| 1987      | Papá soltero                                | Angie                                                  |              |
| 1986      | Herencia maldita                            | Adela (gyerek)                                         |              |
| 1985      | Oz, a nagy varázsló                         | Dorotea                                                |              |
| 1982      | Lupita                                      | Lupita                                                 |              |
| 1981      | El hogar que yo robé                        | Aurorita Velarde                                       |              |
| 1978      | Muñeca rota                                 | Ismeretlen szerep                                      |              |
| 1975      | El milagro de vivir                         | Alejandra                                              |              |

### Filmek
- 1979: La guerra de los pasteles (Niña)
- 1980: Coyote and Bronca (Gyermek Amalia)
- 2006: Tojáskaland (Bibi) (Magyar hang: Roatis Andrea)
- 2006: Jégkorszak 2. – Az olvadás (Ellie)
- 2009: Otra Película de Huevos y un Pollo (Bibi)
- 2009: Jégkorszak 3. – A dínók hajnala (Ellie)
- 2012: Jégkorszak 4. – Vándorló kontinens (Ellie)
- 2015: Nyakas kakas (Bibi) (Magyar hang: Pálmai Anna)
- 2016: Jégkorszak – A nagy bumm (Ellie)
- 2017: Coco (Imelda mama)
- 2018: Marcianos vs. Mexicanos (La Tlacoyito)
- 2020: Un rescate de huevitos (Bibi)

## Diszkográfia
- 2015: Dinastia: Angelica Vale y Angelica Maria
- 2008: Navidad con amigos
- 2006: La fea más bella Soundtrack
- 2002: Amigas y rivales Soundtrack
- 1992: Atrapada en los 60's
- 1990: Nuestro show no puede parar
- 1989: Angélica Vale